# Stereophyllum lepidopiloides
Stereophyllum lepidopiloides là một loài Rêu trong họ Stereophyllaceae. Loài này được (Müll. Hal.) Wijk & Margad. miêu tả khoa học đầu tiên năm 1959.